# SDHAF4
SDHAF4 (англ. Succinate dehydrogenase complex assembly factor 4) – білок, який кодується однойменним геном, розташованим у людей на 6-й хромосомі. Довжина поліпептидного ланцюга білка становить 108 амінокислот, а молекулярна маса — 12 213.
| 10         |  | 20         |  | 30         |  | 40         |  | 50         |
| ---------- |  | ---------- |  | ---------- |  | ---------- |  | ---------- |
| MTPSRLPWLL |  | SWVSATAWRA |  | ARSPLLCHSL |  | RKTSSSQGGK |  | SELVKQSLKK |
| PKLPEGRFDA |  | PEDSHLEKEP |  | LEKFPDDVNP |  | VTKEKGGPRG |  | PEPTRYGDWE |
| RKGRCIDF   |  |            |  |            |  |            |  |            |

A: Аланін

C: Цистеїн

D: Аспарагінова кислота

E: Глутамінова кислота

F: Фенілаланін

G: Гліцин

H: Гістидин

I: Ізолейцин

K: Лізин

L: Лейцин

M: Метіонін

N: Аспарагін

P: Пролін

Q: Глутамін

R: Аргінін

S: Серин

T: Треонін

V: Валін

W: Триптофан

Кодований геном білок за функцією належить до шаперонів. 
Локалізований у мітохондрії.